# Ministarstvo turizma Države Katara
Ministarstvo turizma Države Katara (Qatar Tourism Authority - QTA) dio je katarske vlade i to je vrhovno tijelo zaduženo za sastavljanje i provedbu pravila, propisa i zakona koji se odnose na razvoj i promicanje turizma u Kataru. Ovo je ministarstvo odgovorno za turističke atrakcije, smještaj za putnike, širenje i raznovrsnost turističkog sektora u Kataru, povećanje doprinosa turizma u BDP-u Katara te za njegov budući rast i društveni razvoj.
Ministarstvo turizma Države Katar djeluje prema Katarskoj nacionalnoj strategiji za turistički sektor za 2030. godinu (QNTSS), objavljenoj u veljači 2014. godine s ciljem uspostavljanja plana za budući razvoj ovog sektora.

## Izuzeće od obveze posjedovanja vize
Državljanima članica Vijeća za suradnju u Zaljevu (Bahrein, Kuvajt, Oman, Saudijska Arabija i Ujedinjeni Arapski Emirati) nije potrebna viza za ulazak u Katar.

## Vize za posjetitelje
Državljani 34 države u popisu u nastavku ne moraju prethodno zatražiti vizu i mogu ishoditi izuzeće od obaveze posjedovanja vize prilikom dolaska u Katar. Izuzeće vrijedi 180 dana od datuma izdavanja i daje nositelju pravo provesti do 90 dana u Kataru, tijekom jednog ili više putovanja.
| 1. Austrija 2. Bahami 3. Belgija 4. Bugarska 5. Hrvatska 6. Cipar 7. Češka Republika 8. Danska 9. Estonija 10. Finska 11. Francuska 12. Njemačka | 13. Grčka 14. Mađarska 15. Island 16. Italija 17. Latvija 18. Lihtenštajn 19. Litva 20. Luksemburg 21. Malezija 22. Malta 23. Nizozemska 24. Norveška | 25. Poljska 26. Portugal 27. Rumunjska 28. Sejšeli 29. Slovačka 30. Slovenija 31. Španjolska 32. Švedska 33. Švicarska 34. Turska |

Državljani 46 država u popisu u nastavku ne moraju prethodno zatražiti vizu i mogu ishoditi izuzeće od obaveze posjedovanja vize prilikom dolaska u Katar. Izuzeće vrijedi 30 dana od datuma izdavanja i daje nositelju pravo provesti do 30 dana u Kataru, tijekom jednog ili više putovanja. Izuzeće se može produžiti za dodatnih 30 dana.
| 1. Andora 2. Argentina 3. Australija 4. Azerbajdžan 5. Bjelarus 6. Bolivija 7. Brazil 8. Brunej Darussalam 9. Kanada 10. Čile 11. Kina 12. Kolumbija 13. Kostarika 14. Kuba 15. Ekvador 16. Gruzija | 17. Gvajana 18. Hong Kong 19. Indija 20. Indonezija 21. Irska 22. Japan 23. Kazahstan 24. Libanon 25. Makedonija 26. Maldivi 27. Meksiko 28. Republika Moldova 29. Monako 30. Novi Zeland 31. Panama 32. Paragvaj | 33. Peru 34. Ruska Federacija 35. San Marino 36. Singapur 37. Južna Afrika 38. Republika Koreja 39. Surinam 40. Tajland 41. Ukrajina 42. Ujedinjena Kraljevina Velike Britanije i Sjeverne Irske 43. Sjedinjene Američke Države 44. Urugvaj 45. Država Vatikanskoga Grada 46. Venezuela |

## Turistička viza za Katar
Posjetitelji koji putuju u Katar s bilo kojim zračnim prijevoznikom mogu se prijaviti za turističku vizu za Katar putem interneta. Da bi podnijeli zahtjev, posjetitelji moraju učiniti sljedeće:
- ispuniti obrazac na internetu;
- učitati potrebne dokumente (uključujući preslike putovnice i osobne fotografije);
- pružiti podatke o rezervaciji leta i
- uplatiti putem interneta s pomoću važeće kreditne kartice.

Posjetitelji koji putuju u Katar s Qatar Airwaysom mogu podnijeti zahtjev za postupak izdavanja turističke vize za Katar te mogu prijaviti i prateće putnike s istom rezervacijom.

## Tranzitna viza za Katar
Putnici svih državljanstava koji prolaze kroz Katar leteći Qatar Airwaysom mogu besplatno podnijeti zahtjev za tranzitnu vizu koja vrijedi 96 sati. Međutim, u tom se slučaju primjenjuju određene odredbe i uvjeti pa se te vize izdaju isključivo prema odluci katarskog Ministarstva unutarnjih poslova.

## Posjetiteljske vize za osobe s prebivalištem u državama Vijeća za suradnju u Zaljevu
Osobe s prebivalištem u državama Vijeća za suradnju u Zaljevu koje se bave odobrenim zanimanjima i njihovi pratitelji mogu ishoditi posjetiteljsku vizu za osobe s prebivalištem u državama Vijeća za suradnju u Zaljevu prilikom dolaska u Katar. Takva viza za jednokratan ulazak, koja se plaća QAR 100 i koja se može platiti s pomoću kreditne kartice, vrijedi 30 dana i može je se obnoviti na dodatna tri mjeseca. Posjetitelji koji žele iskoristiti takav program vize možda će morati dati na uvid službenu dokumentaciju koja potvrđuje njihovo zanimanje prilikom ulaska u Katar.

## Vanjske poveznice
- Ministarstvo turizma Države Katar
- Katarsko Ministarstvo unutarnjih poslova
- Vize za posjetitelje  Arhivirana inačica izvorne stranice od 5. listopada 2018. (Wayback Machine)